# Watsa
Watsa è una città della Repubblica Democratica del Congo, situata nella Provincia dell'Alto Uele.